# Maxime Snellenberg
Maxime Snellenberg (Helmond, 18 augustus 2003) is een Nederlands voetbalspeelster. Ze komt sinds het seizoen 2024/25 uit voor FC Utrecht in de Vrouwen Eredivisie.

## Clubcarrière
Snellenberg begon met voetballen bij Stiphout Vooruit. Ze kwam in haar geboorteprovincie ook uit voor RKSV Nuenen en VV UNA alvorens ze zich bij het talententeam CTO Eindhoven voegde. In 2019 voegde ze zich in de jeugdopleiding van PSV. In de jeugd van PSV speelde Snellenberg vaak als doelvrouw, of als verdediger. In 2021 werd ze overgeheveld naar het eerste elftal van de Eindhovenaren. Snellenberg maakte in een thuiswedstrijd tegen Excelsior haar debuut in de Vrouwen Eredivisie door in te vallen voor Joëlle Smits in de 78ste minuut. In dezelfde wedstrijd maakte ze ook gelijk haar eerste doelpunt door de eindstand op 3-0 te bepalen. Hierna kwam Snellenberg nog drie seizoenen uit voor PSV waarin door blessureleed een doorbraak uitbleef.
In 2024 maakte Snellenberg de overstap naar competitiegenoot FC Utrecht. In een thuiswedstrijd tegen haar oude ploeg wist Snellenberg de winnende treffer te maken door de eindstand op 3-2 te bepalen.

## Statistieken
| Seizoen | Club       | Land      | Competitie         | Wedstrijden | Doelpunten |
| ------- | ---------- | --------- | ------------------ | ----------- | ---------- |
| 2020/21 | PSV        | Nederland | Vrouwen Eredivisie | 2           | 1          |
| 2021/22 | PSV        | Nederland | Vrouwen Eredivisie | 7           | 1          |
| 2022/23 | PSV        | Nederland | Vrouwen Eredivisie | 1           | 0          |
| 2023/24 | PSV        | Nederland | Vrouwen Eredivisie | 17          | 2          |
| 2024/25 | FC Utrecht | Nederland | Vrouwen Eredivisie | 8           | 2          |
| Totaal  | Totaal     | Totaal    | Totaal             | 36          | 6          |

Laatste update: 11 december 2024

## Interlandcarrière
Snellenberg speelde in april 2018 voor Oranje O15, en in oktober 2019 haar eerste wedstrijd voor Oranje O17.
1 Bastiaen ·
2 Van der Most ·
3 Bormans ·
5 Visscher ·
6 Munsterman ·
7 Cobussen ·
8 Roosjen ·
9 Tromp ·
10 Snellenberg ·
11 De Jong ·
12 Piqué ·
15 Mahieu ·
16 Louwes ·
17 Kruize ·
18 Groenendijk ·
19 Loonen ·
20 De Keijzer ·
21 Paliama ·
22 Van der Zanden ·
23 Van Straten ·
27 Van Schoonhoven ·
28 Op den Kelder ·
32 De Heus ·
50 Koopman ·
Coach: Helbling
· Assistent-trainer: Schefczyk
· Keeperstrainer: El Amraoui